# Bleiweisova cesta
Bleiweisova cesta (deutsch: Bleiweisstraße) ist der Name einer Straße in den Stadtbezirken Center, Rožnik und Vič in Ljubljana. Sie ist benannt nach dem Journalisten, Politiker und Mediziner Janez Bleiweis (1808 bis 1881).

## Geschichte
Die erste, in Ljubljana Bleiweisova cesta genannte Straße wurde 1897 angelegt. Es handelt sich dabei um die heutige Prešernova cesta.
1978 wurde mit dem Bau einer neuen vierspurigen Straße begonnen, die die heutige Prešeren-Straße entlasten sollte. Aus diesem Grund wurde die Trasse der Eisenbahnlinie Ljubljana – Koper verlegt und die Cankarjeva cesta als Promenade von der Innenstadt zum Tivoli unterbrochen (in der Nähe des Slowenischen Museums für Moderne Kunst wurde eine Überführung gebaut). Die neu gebaute Straße wurde Cesta VII. korpusa genannt. In Bleiweisova cesta wurde sie offiziell am 13. Juni 2009 umgetauft gemeinsam mit einem Teil der Tivolska cesta.

## Lage
Die Straße ist die Fortsetzung der Tivolska cesta nach Süden. Sie beginnt an der Kreuzung Celovška cesta und Gosposvetska cesta und verläuft bis zur Tobačna ulica Richtung Südwesten. Sie wendet sich dann Richtung Südosten und endet schließlich an der Kreuzung Aškerčeva cesta und Tržaška cesta. Zwischen Prešernova cesta und Erjavčeva cesta bildet sie die östliche Grenze des Tivoli-Parks.

## Abzweigende Straßen
Die Bleiweisova cesta berührt folgende Straßen und Orte (von Nord nach Süd): Prešernova cesta, nach Überquerung der Cankarjeva cesta die Windischerjeva ulica, Šubičeva ulica, Tobačna ulica und – nach Überquerung der Erjavčeva cesta – die Levstikova ulica.

## Bauwerke und Einrichtungen
Die wichtigsten Bauwerke und Einrichtungen entlang der Straße sind:
- Orthodoxe Kirche in Ljubljana
- Slowenisches Museum für Moderne Kunst
- Russische Botschaft
- Tivoli-Park